# Tom Daly
Tom Daly, eigentlich Thomas Cullen Daly, (* 25. April 1918 in Toronto, Kanada; † 18. September 2011 in Westmount bei Montreal) war ein kanadischer Filmproduzent, Filmeditor und Filmregisseur.

## Leben
Daly beendete 1940 sein Studium der Klassischen Philologie und Englischen Literatur an der University of Toronto und kam im selben Jahr als Produktionsassistent zum National Film Board of Canada. Hier erlernte er den Filmschnitt bei den britischen Dokumentarfilmern Stuart Legg und John Grierson. Unter anderem war er als Schnittassistent an Leggs oscarprämiertem Kurzdokumentarfilm Churchill’s Island beteiligt. Während des Zweiten Weltkriegs war Daly für den Schnitt von Filmen der Canada Carries On-Reihe und der The World in Action-Reihe zuständig. Letztere speiste sich auch aus der Stock-Shot-Bibliothek des NFB, die Daly gegründet hatte.
Im Jahr 1945 produzierte Daly seinen ersten Film und wurde 1951 ausführender Produzent der Unit B des NFB, die bis 1964 bestand. Zu den hier tätigen Regisseuren zählten unter anderem Wolf Koenig, Colin Low und Gerald Potterton. Acht Filme der Unit B wurden in Dalys Zeit für den Oscar nominiert, die Unit B galt „als weltbekannte Quelle innovativer Filme, die inzwischen Klassiker des Dokumentarfilms geworden sind“. Zwischen 1958 und 1961 fungierte Daly zudem als ausführender Produzent der 14-teiligen Dokumentarfilmreihe Candid Eye.
Nach Auflösung der Unit B im Zuge des Wegfalls des Unit-Systems beim NFB war Daly als Editor am Experimentalfilm Labyrinth beteiligt, der auf der Expo 67 für Aufsehen sorgte und als In the Labyrinth auch in Teilen für das Fernsehen aufgearbeitet wurde.
Daly ging 1984 in den Ruhestand. Bis dahin hatte er über 300 Filme produziert. Er verstarb 2011 nach langer Krankheit im Chateau Westmount bei Montreal. Das NFB würdigte ihn als „bedeutendste Persönlichkeit, die je in der englischsprachigen Abteilung der NFB gearbeitet hat“.

## Filmografie (Auswahl)
- 1944: Battle of Europe
- 1946: Canada – World Trader
- 1948: Canadian International Trade Fair
- 1950: How to Build an Igloo
- 1951: Caribou Hunters
- 1951: Pen Point Percussion
- 1951: Hard, Fast and Beautiful
- 1951: Der Cowboy, den es zweimal gab (Callaway Went Thataway) (Cameo-Auftritt)
- 1951: Ein Held für zwei Stunden (Saturday’s Hero) (nur Stimme)
- 1952: The Romance of Transportation in Canada
- 1952: Age of the Beaver
- 1953: Winter in Canada
- 1954: Paul Tomkowicz: Street Railway Switchman
- 1954: Corral
- 1957: City of Gold
- 1958: The Living Stone
- 1959: Weltraumschiff MR-1 gibt keine Antwort (The Angry Red Planet)
- 1960: Der Himmel über uns (Universe)
- 1961: Circle of the Sun
- 1961: Very Nice, Very Nice
- 1962: Lonely Boy
- 1963: Christmas Cracker
- 1964: My Financial Career
- 1964: Eskimokünstlerin Kenojuak (Eskimo Artist: Kenojuak, Kurzdokumentation)
- 1966: Helicopter Canada
- 1976: Blackwood (Kurz-Dokumentation)
- 1979: In the Labyrinth
- 1980: The Last Days of Living
- 1982: F.R. Scott: Rhyme and Reason
- 1982: Standing Alone
- 1984: The Road to Patriation

## Auszeichnungen (Auswahl)
- 1953: Oscarnominierung in der Kategorie Bester animierter Kurzfilm für The Romance of Transportation in Canada
- 1958: Oscarnominierung in der Kategorie Bester Kurzfilm (Live Action) für City of Gold
- 1959: Oscarnominierung in der Kategorie Bester Dokumentar-Kurzfilm für The Living Stone
- 1959: Golden Mikeldi auf dem Bilbao International Festival of Documentary and Short Films für City of Gold
- 1964: Oscarnominierung in der Kategorie Bester animierter Kurzfilm für My Financial Career
- 1967: Oscarnominierung in der Kategorie Bester Dokumentarfilm für Helicopter Canada